# Sarcophanops
A Sarcophanops a madarak osztályának verébalakúak (Passeriformes) rendjébe, ezen belül a ricsókafélék (Eurylaimidae) családjába tartozó nem.

## Rendszerezés
A nemet Richard Bowdler Sharpe írta le 1877-ben, az alábbi 2 faj tartozik ide:
- kékszemű ricsóka (Sarcophanops steerii)
- visayai ricsóka (Sarcophanops samarensis)